# مه دود شمال شرقی چین ۲۰۱۳
موجی از مه‌دود غلیظ در شمال شرقی چین، به ویژه در شهرهای بزرگ از جمله هاربین، چانگچون و شن‌یانگ، و همچنین استان‌های اطراف هیلونگ‌جیانگ، جیلین و لیائونینگ در ۲۰ اکتبر ۲۰۱۳ آغاز شد. دمای غیرمعمول گرم با باد بسیار کم در شمال شرقی چین، همزمان با آغاز سیستم گرمایش شهری با سوخت زغال سنگ در شمال شرقی چین بود. تراکم بی‌سابقه‌ای از ذرات معلق ریز در این شهر اندازه‌گیری شد.
در هاربین، سطح ذرات معلق PM 2.5 به ۱۰۰۰ میکروگرم در هر متر مکعب رسید که از بالاترین سطح تاریخی پکن نیز بدتر است. دید به ۵۰ متر (۱۶۰ فوت) و مقامات پروازها را متوقف و بیش از ۲۰۰۰ مدرسه را تعطیل کردند.
در چانگچون، آلودگی هوا در بالاترین حد خود ثبت شد و سطح ذرات معلق PM 2.5 در ۲۲ اکتبر ۲۰۱۳ به ۸۴۵ میکروگرم در هر متر مکعب افزایش یافت
مه دود در ۲۵ اکتبر ۲۰۱۳ کاهش یافت و تا ۲۸ اکتبر به دلیل ورود جبهه هوای سرد از روسیه، کاملاً از بین رفت.

## پیشینه

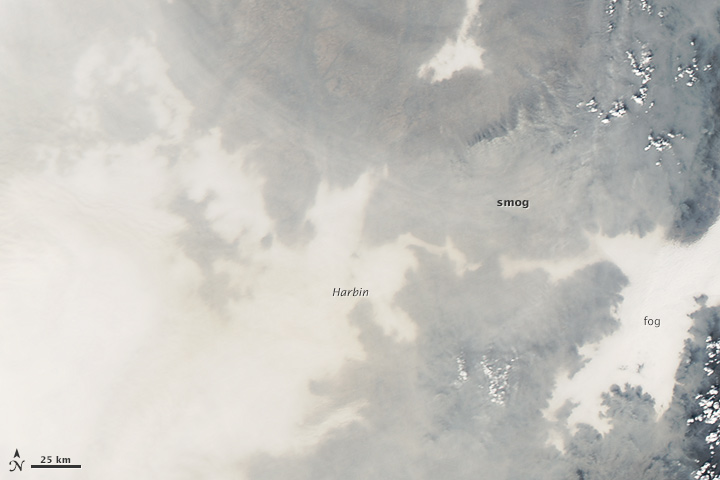
جزئیاتی که موقعیت هاربین را در مه نشان می‌دهد (ناسا)

مقامات، آلودگی شدید را به کمبود باد، سوزاندن ضایعات محصولات کشاورزی در مزارع کشاورزان و راه‌اندازی سیستم گرمایش ناحیه‌ای هاربین با سوخت زغال‌سنگ در ۲۰ اکتبر نسبت دادند. هاربین در شمال چین واقع شده است، جایی که دمای هوا در زمستان می‌تواند تا −۴۰ درجه سلسیوس (−۴۰ درجه فارنهایت) کاهش یابد. که مستلزم یک فصل گرمایش شش‌ماهه است.
آلودگی هوا در شهرهای چین نگرانی فزاینده‌ای برای رهبری چین است. ذرات معلق در هوا می‌توانند بر سلامت انسان تأثیر منفی بگذارند و همچنین بر آب و هوا و بارندگی تأثیر بگذارند. آلودگی ناشی از سوزاندن زغال سنگ، امید به زندگی را در شمال چین ۵٫۵ سال کاهش داده است که ناشی از بیماری‌های قلبی و ریوی است. طبق تحلیل ملی زیست‌محیطی که توسط دانشگاه چینهوا و بانک توسعه آسیا در ژانویه ۲۰۱۳ منتشر شد، ۷ شهر از ۱۰ شهر آلوده جهان در چین واقع شده‌اند، از جمله تای‌یوان، پکن، اورومچی، لانژو، چونگ‌کینگ، جینان و شیجیاژوانگ. از آنجایی که آلودگی هوا در چین در بالاترین حد خود قرار دارد، چندین شهر شمالی در میان آلوده‌ترین شهرها قرار دارند و بدترین کیفیت هوا را در چین دارند. گزارش‌ها در مورد پدیدهٔ هوایی چین با چیزی شبیه به یک نمایش اسلاید تک‌رنگ از چندین شهر این کشور که در مه غلیظی فرورفته‌اند، همراه شده است. طبق نظرسنجی انجام شده توسط «صداهای جهانی چین» در فوریه ۲۰۱۳، ۱۰ شهر آلوده چین که در فهرست سیاه قرار دارند، شامل شهرهای بزرگ چین مانند پکن، جینان، شیجیاژوانگ، ژنگژو و ۶ شهر استانی دیگر هستند که همگی در استان هبی قرار دارند. این شهرها همگی در تقسیم‌بندی جغرافیایی سنتی شمال چین واقع شده‌اند.

## اثرات

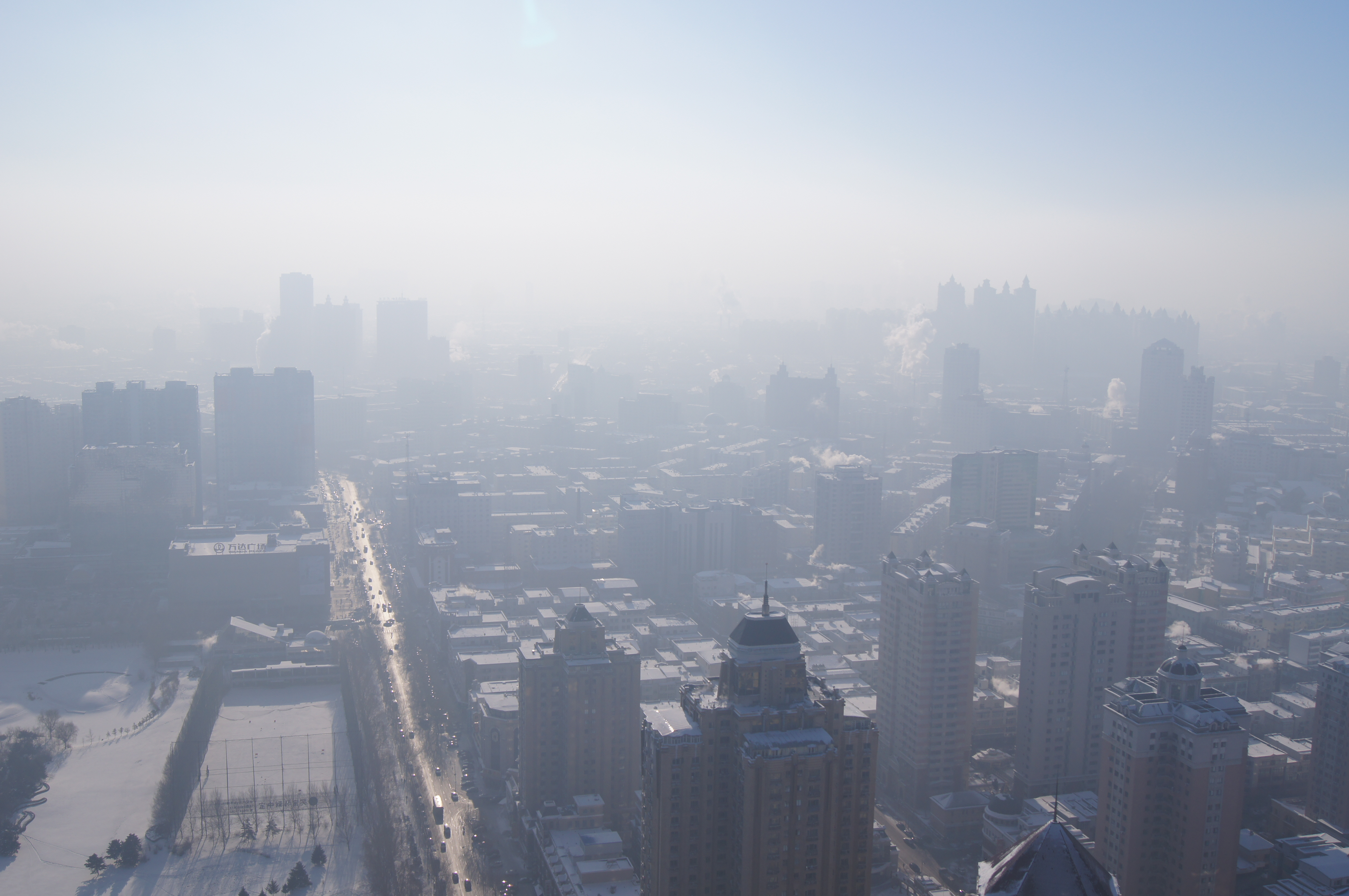
مه دود در هاربین، چین در دسامبر ۲۰۱۲

تمام بزرگراه‌های استان هئی‌لونگ‌جیانگ در اطراف این منطقه قرار دارد، بسته شدند. در هاربین، تمام مدارس ابتدایی و راهنمایی و فرودگاه به مدت سه روز تعطیل شدند.
بیمارستان‌ها از افزایش ۲۳ درصدی پذیرش بیماران به دلیل مشکلات تنفسی خبر دادند.
دید افقی به زیر ۵۰ متر (۱۶۰ فوت) کاهش یافت در بخش‌هایی از هاربین، و زیر ۵۰۰ متر (۱٬۶۰۰ فوت) در بیشتر استان همسایه جی‌لین. در خیابان فا یوئن در هاربین، دید کمتر از ۵ متر (۱۶ فوت) است گزارش شد.
در چانگچون، مرکز استان جیلین، سطح PM2.5 در ساعت ۲۲:۰۰ بعد از ظهر، ۲۲ اکتبر ۲۰۱۳ به ۸۴۵ رسید. دید کمتر از ۵۰ متر (۱۶۰ فوت) نیز گزارش شد، اما اداره آموزش و پرورش چانگچون از تعطیلی مدرسه خودداری کرد و مورد انتقاد والدین دانش‌آموزان و عموم مردم قرار گرفت. شهرهای دیگر در استان جیلین اطراف، از جمله جیلین، سونگ‌یوان و فویو، دستور تعطیلی مدارس را در ۲۲ اکتبر صادر کردند.
سطح ذرات معلق روزانه بیش از ۴۰ برابر حداکثر سطح توصیه شده توسط سازمان جهانی بهداشت در بخش‌هایی از شهرداری هاربین گزارش شده است. مه دود تا ۲۳ اکتبر همچنان وجود داشت، زمانی که «تقریباً همه ایستگاه‌های نظارتی در استان‌های هیلونگ‌جیانگ، جیلین و لیائونینگ میزان PM2.5 را بالاتر از ۲۰۰ [میکروگرم در متر مکعب] گزارش کردند.» PM 2.5 مقدار ذرات معلق با قطر کمتر از ۲٫۵ میکرومتر در هوا است و سازمان بهداشت جهانی حداکثر میانگین ۲۴ ساعته ۲۵ میکروگرم در متر مکعب (μg/ m3) را توصیه می‌کند. صبح روز ۲۳ اکتبر، میزان ذرات معلق PM 2.5 در هاربین به‌طور متوسط به ۱۲۳ کاهش یافته بود. میکروگرم بر متر مکعب.